# Grimmia churchilliana
Grimmia churchilliana là một loài Rêu trong họ Grimmiaceae. Loài này được H.A. Crum mô tả khoa học đầu tiên năm 1986.